# De re metallica
De re metallica (latin for Om Metallers (Mineralers) Natur)) er en bog om minedrift, raffinering og smeltning af metaller, der blev udgivet posthumt i 1556 på grund af forsinkelser med træsnittende til illustrationerne. Forfatteren var den tyske Georg Bauer, hvis forfatterpseudonym var Georgius Agricola. Bogen forblev en anset som en autoritet i minedrift i de følgende 180 år efter dens udgivelse. Det er også en vigtig tekst fra perioden, og af stor betydning for kemiens historie.
Agricola havde brugt ni år i den bøhmiske by Joachimsthal, der ligger i dagens Tjekkiet. Byen er kendt for sine sølvmine, og ordet "Thaler", der fordansket er blevet til "daler" og det amerikanske "dollar", stammer fra bynavnet. Efter Joachimsthal, brugte han resten af sit liv i Chemnitz, som var en prominent mineby i Sachsen. Både Joachimsthal og Chemnitz i bjergområdet Erzgebirge.
Bogen var meget indflydelsesrig, og i mere end et århundrede efter udgivelsen var De Re Metallica standardværket, der blev brugt over hele Europa. Den tyske mineindustri, som bliver omtalt, var den mest avancerede i Europa på dette tidspunkt, og flere lande misundte den rigdom der blev produceret ved minedriften. Bogen blev genudgivet i en række latinske udgaver, samt på tysk og italiensk. Udgivelsen på latin betød, at den kunne læses af alle uddannede personer i Europa på dette tidspunkt. Det adskillige træsnit og detaljerede beskrivelser af maskiner gjorde den til et nyttigt referenceværk for dem, som måtte ønske at kopiere og benytte den nyeste mineteknologi.
Den første oversættelse til engelsk blev udgivet privat i London via abonnement. Oversætterne var Herbert Hoover, mineingeniør (og senere amerikansk præsident), og hans kone, Lou Henry Hoover, en geolog og latinlærer. Oversættelsen er bemærkelsesværdig ikke blot pga. sit klare sprog, men også for de omfattende fodnoter, som beskriver de klassiske referencer til mineindustri og metaller. Senere oversættelser til andre sprog, inklusive tysk, bygger i høj grad på denne oversættelse, da fodnoterne beskriver Agricolas opfindeles af flere hundrede udtryk på latin, som dækker over middelalderlig tysk mine- og mølleudtryk, som ikke er kendt på klassisk latin.